# قلعه آشیانه پرستو

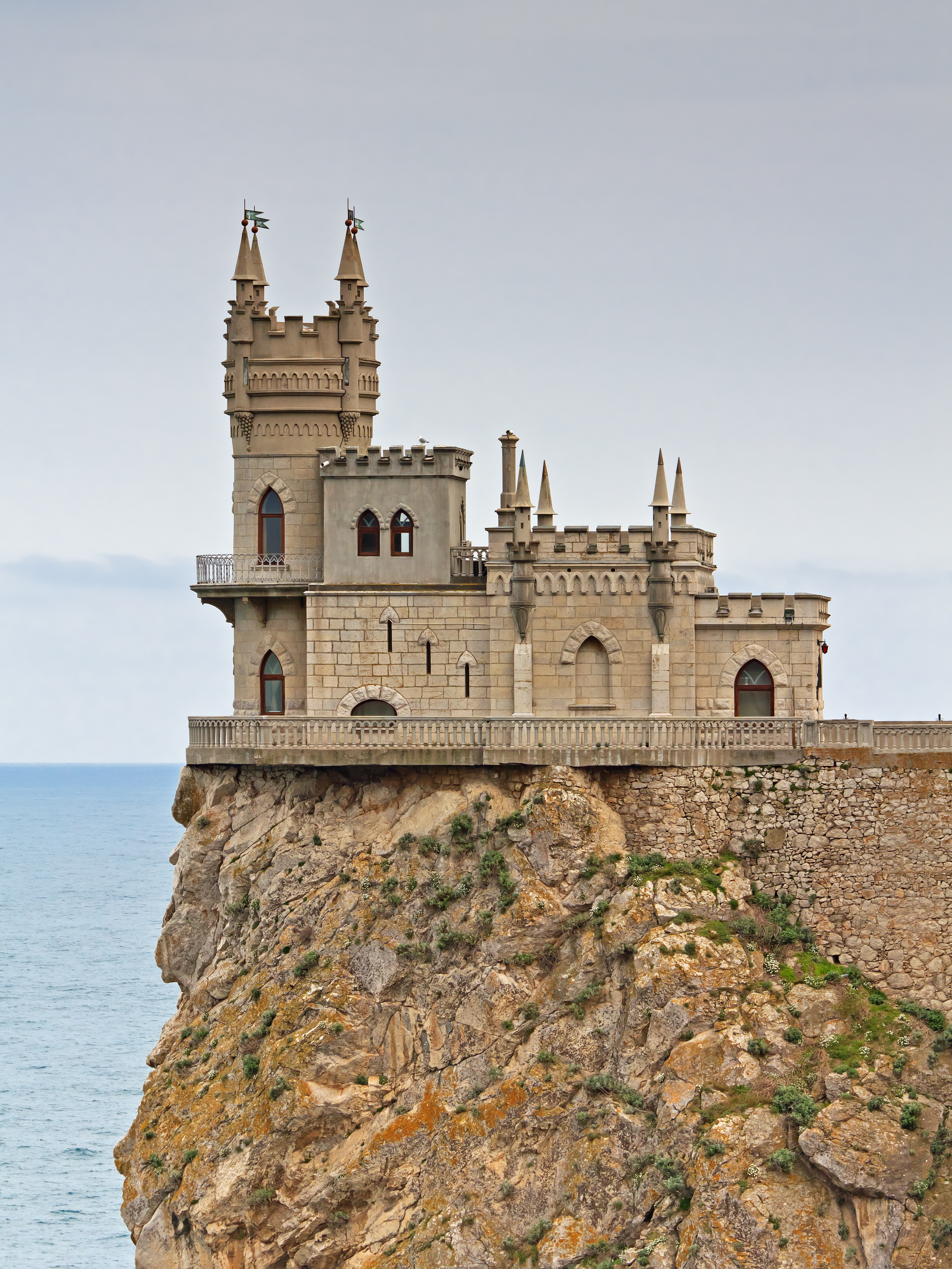
نمایی از قلعهٔ آشیانهٔ پرستو معماری نئوگوتیک

قلعه آشیانه پرستو یا لانه پرستو (به انگلیسی: Swallow's Nest)، (به روسی: Ла́сточкино гнездо́)، (به اوکراینی: Ластівчине гніздо) یک سازه تزئینی به شکل دژ است که در روستای گاسپرا در حدفاصل بین دو شهر یالتا و آلوپکا در شبه جزیره کریمه قرار دارد؛ که یک معمار روس در سال ۱۹۱۲ (اواخر حکومت تزاری) برای یک میلیونر آلمانی ساخت و امروزه به یکی از معروف‌ترین دیدنی‌های کریمه بدل شده.
این سازه که به نوعی نماد شبه جزیره کریمه محسوب می‌شود بر روی صخره‌ای به نام آیتودور قرار دارد.